# Епархия Клифтона
Епархия Клифтона — римско-католический диоцез с центром в городе Бристоль региона Юго-Западная Англия на юге Англии. Клифтон (район Бристоля), выбран для названия епархии для избежания путаницы, т.к. епархией Бристоля в настоящий момент называется епархия англиканской церкви. 

## История
Диоцез основан в 1850 году, один из 13 первоначальных диоцезов, образованных папой Пием IX после восстановления католической иерархической структуры в Англии и Уэльсе. Диоцез входит в провинцию Бирмингема.      
Площадь архидиоцеза составляет 10,920 км² и включает графства: Бристоль, Глостершир, Сомерсет и Уилтшир. Архидиоцез насчитывает 105 приходов. Кафедральный собор — Собор Святых Петра и Павла на Клифтон-парк в Бристоле. 
В настоящий момент пост епископа Клифтона занимает Деклан Ронан Лэнг, 9-й епископ Клифтона, который сменил Мервина Александра, вышедшего на пенсию 28 марта 2001 года.

## Ординарии епархии
- Джозеф Уильям Хендрен (1850—1851), назначен епископом Ноттингема
- Томас Лоуренс Берджесс (1851—1854)
- Уильям Джозеф Хью Клиффорд (1857—1893)
- Уильям Роберт Бернард Браунлоу (1894—1901)
- Джордж Кромптон Эмброуз Бертон (1902—1931)
- Уильям Ли (1931—1948)
- Джозеф Эдвард Руддерхем (1949—1974)
- Мервин Албан Александр (1974—2001)
- Деклан Ронан Лэнг (с 2001)

## Источник
- Annuario Pontificio, Ватикан, 2005